# Claas Columbus
Der Columbus ist ein selbstfahrender Schüttlermähdrescher von Claas. Er ist unterhalb des Claas Europa angesiedelt und wurde von 1958 bis 1970 gebaut. Er richtete sich vor allem an kleine Betriebe. In Harsewinkel wurden insgesamt mehr als 60.000 Europa- und Columbus-Mähdrescher gebaut. Die Ablösung des Columbus erfolgte ab 1968 durch den Claas Comet.

## Technik
Der Columbus ist ein selbstfahrender Schüttlermähdrescher mit einem 1.800 mm breiten Schneidwerk. Das Schneidwerk ist hydraulisch höhenverstellbar und ist mit zwölf Ährenhebern ausgestattet. Es passt sich durch Federn an Bodenunebenheiten an. Die Haspel in Pickup-Bauart mit Federzinken ist hydraulisch höhenverstellbar, die Drehzahl ist fest und lässt sich nicht einstellen. Haspel, Messer und Einzugsschnecke lassen sich unabhängig vom Dreschwerk an- und abschalten. Das Schneidwerk ist für die Mahd von Lagerfrucht geeignet. Auf Wunsch war auch ein Maispflücker für den Columbus lieferbar.
Die Dreschtrommel hat eine Breite von 800 mm und einen Durchmesser von 450 mm, sie hat sechs Schlagleisten. Die Drehzahl kann durch eine Veränderung der Übersetzung mittels Wechselrädern zwischen 620 min−1 und 1.380 min−1 eingestellt werden. Der Dreschkorb mit Momentverstellung hat acht Korbleisten und eine Entgrannungseinrichtung, durch deren Zuschalten die Zahl der Korbleisten auf 11 erhöht wird. Des Weiteren hat der Dreschkorb eine Steinfangmulde. Der Columbus hat drei Hordenschüttler.
Für die Reinigung hat der Columbus ein Tonnengebläse, das über ein für verschiedene Fruchtsorten verstellbares Lamellensieb bläst. Die vier Untersiebe können für verschiedene Fruchtsorten ausgewechselt werden. Das Korn wird mit der Kornschnecke zum Elevator befördert, der vor dem linken hinteren Reifen platziert ist. Der Elevator fördert das Korn zum Sortierzylinder auf dem Dach des Dreschers, der vier Wechselsiebe hat und das Korn in drei Qualitätsstufen sortiert. Auf der linken Seite des Dreschers ist standardmäßig ein Absackstand mit Absackvorrichtung, von dem die Säcke entweder in einen Anhänger übergeladen, oder auf dem Feld abgestellt werden können. Alternativ zum Absackstand ist eine Abtankschnecke, die das Korn direkt in einen Anhänger abtanken kann. Optional ist sowohl für den Absackstand als auch für die Abtankschnecke ein Korntank.
Das Stroh wird vom Columbus standardmäßig in Schwaden abgelegt, optional waren gegen Aufpreis eine Strohpresse oder ein Strohhäcksler lieferbar.
Beim Columbus werden ausschließlich die Vorderräder angetrieben. Er hat ein Dreiganggetriebe mit zusätzlichem Rückwärtsgang, auf das die Kraft vom Motor über eine Einscheibentrockenkupplung übertragen wird. In den einzelnen Gängen kann die Geschwindigkeit hydraulisch stufenlos reguliert werden. Für den Columbus waren vier verschiedene Motoren lieferbar, zwei Otto- und zwei Dieselmotoren. Zunächst wurde nur der luftgekühlte 1,2-Liter-Otto-Boxermotor VW Typ 122 mit 27 PS (ca. 20 kW) angeboten, dessen Leistung im Laufe der Produktion auf 29 PS (ca. 21 kW) angehoben wurde. Später war auch der luftgekühlte 1,6-Liter-Otto-Boxermotor VW Typ 126 mit 38 PS (ca. 28 kW) als leistungsstärkstes Aggregat im Angebot. Die wassergekühlten Dieselmotoren mit jeweils 1,8 Litern Hubraum leisten beide 34 PS (ca. 25 kW). Es handelt sich um die Motoren OM 636 von Daimler-Benz und A4.107 von Perkins. Der Motor ist beim Columbus rechts des Fahrerstandes angebracht.

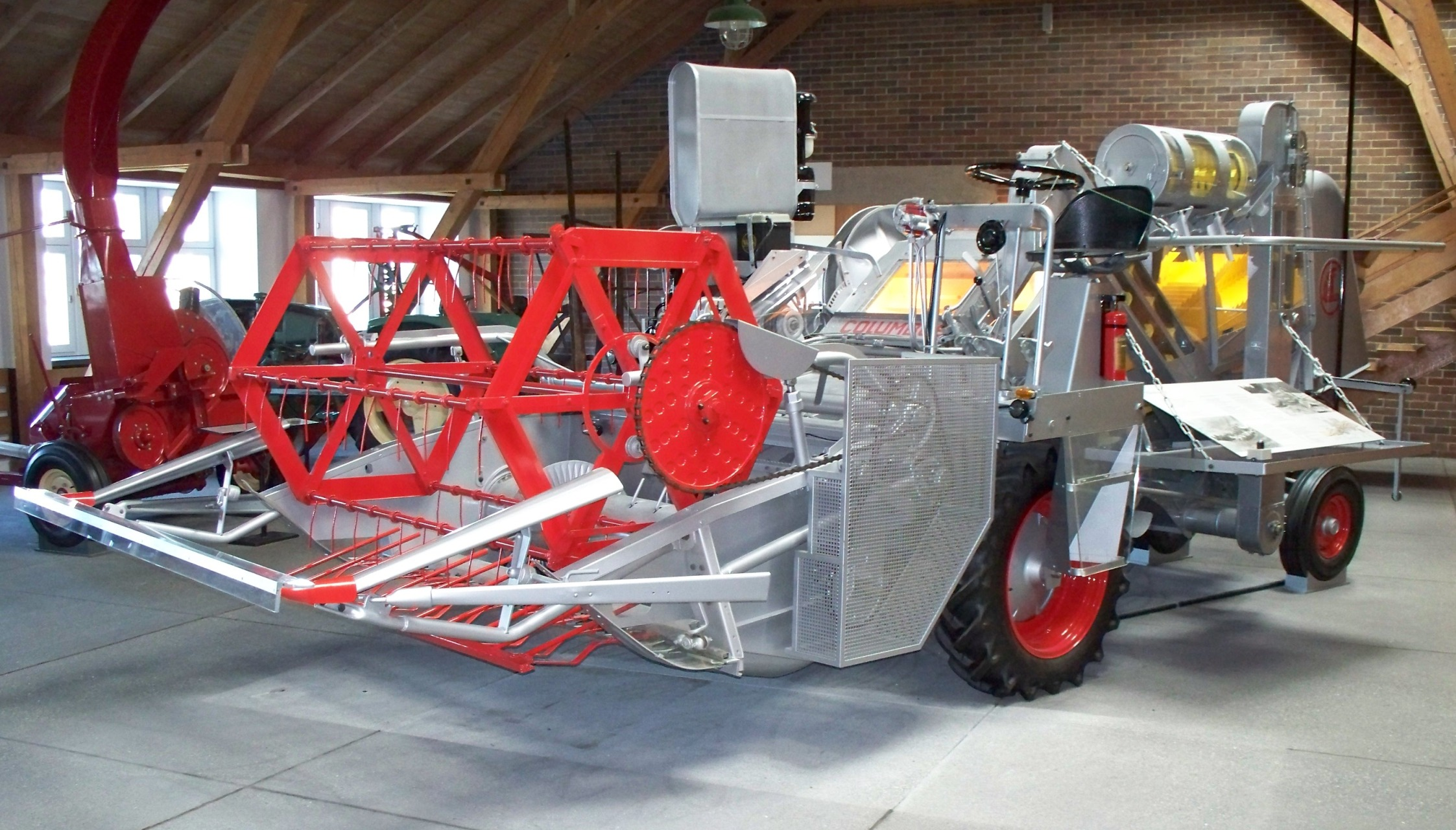
Columbus mit Absackstand und Sortierzylinder auf dem Dach
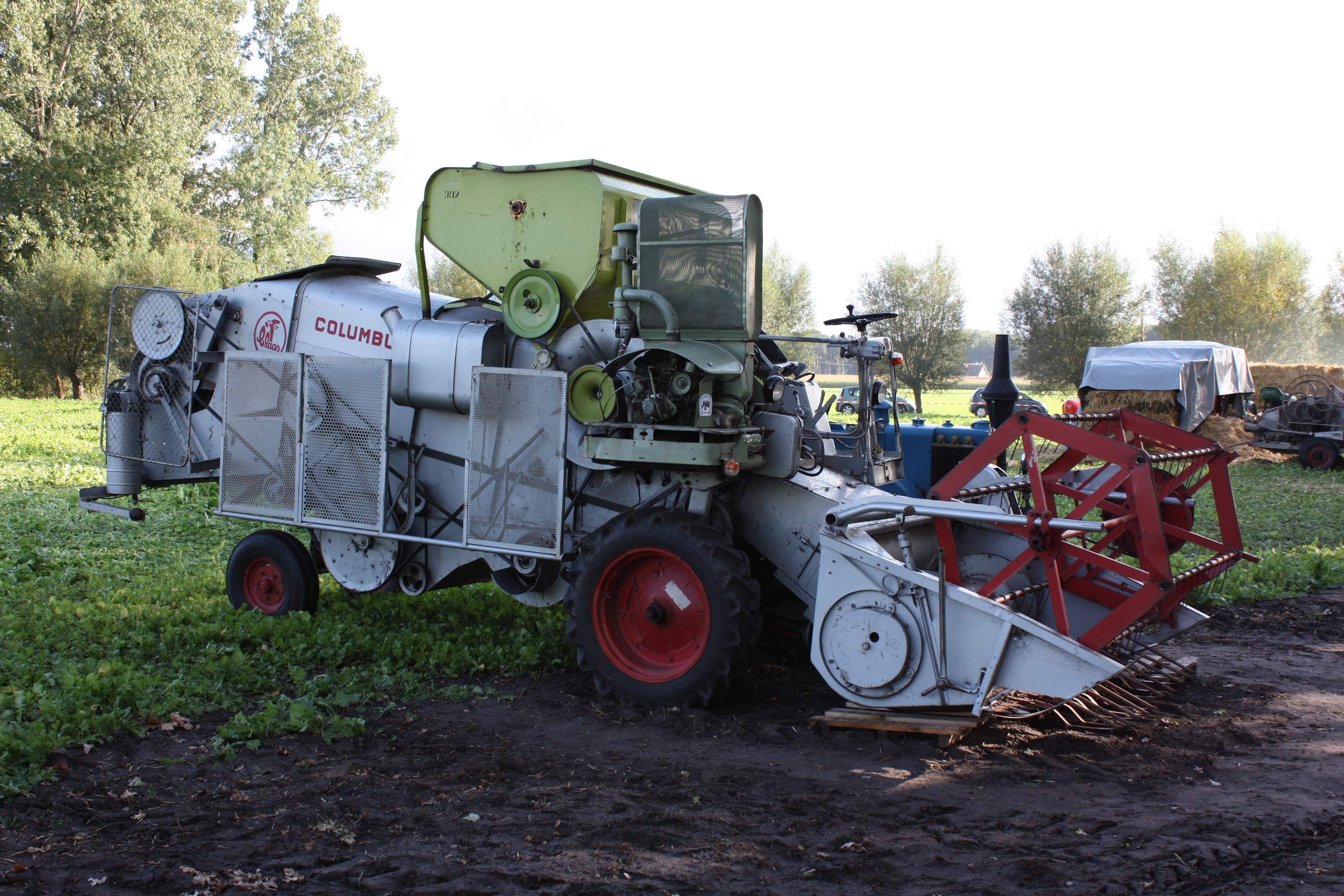
Columbus mit Korntank
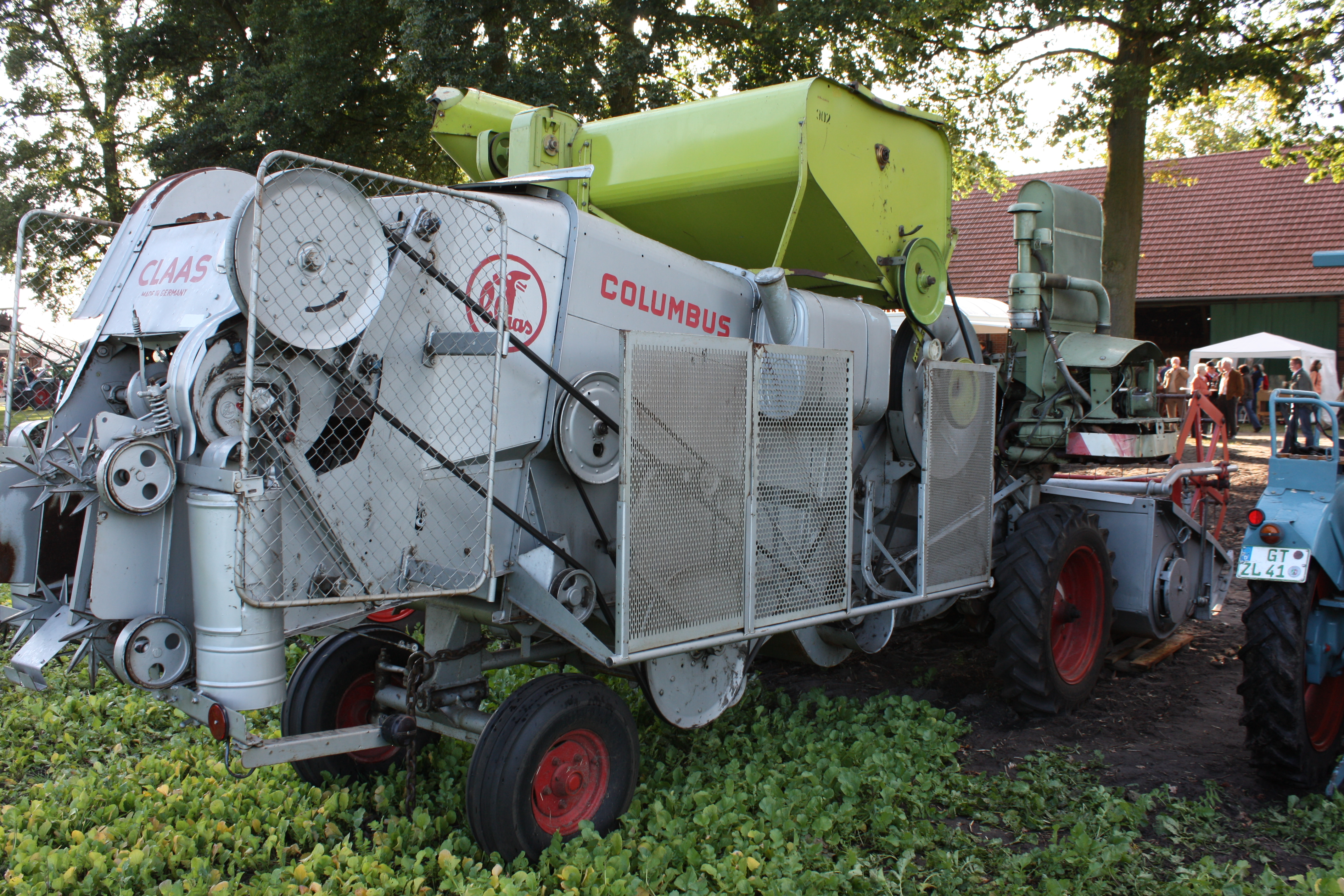
Optionale Niederdruckballenpresse
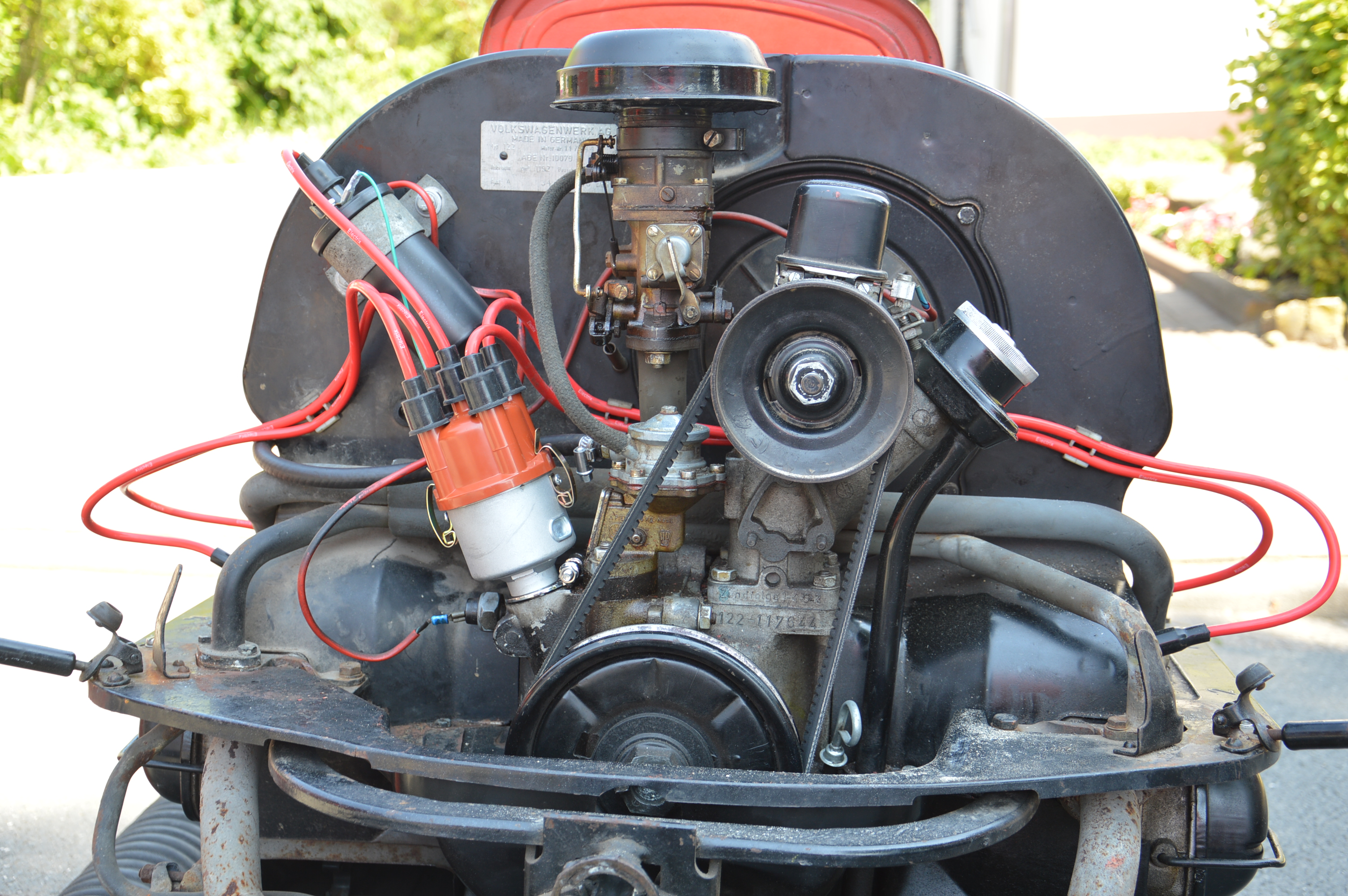
1,2-Liter-Ottomotor VW Typ 122 des Columbus